# Kowalówka (obwód tarnopolski)
Kowalówka (ukr. Ковалівка) – wieś na Ukrainie w obwodzie tarnopolskim, w rejonie czortkowskim.
Do 2020 w rejonie monasterzyskim.

## Historia
W 1901 działała gorzelnia Bronisława Czajkowskiego.
Przynależność administracyjna przed 1939 r.: gmina Monasterzyska, powiat buczacki, województwo tarnopolskie.
Z Kowalówki pochodziła polska aktorka Teresa Szmigielówna. 

## Zabytki
- Kościół parafialny pw. Macierzyństwa NMP[6], zbudowany w latach 1862-1864[7],  konsekrowany w 1882 r.; parafia erygowana w 1905 r[8]. Świątynia jest nieco podobna do kościoła parafialnego pw. św. Stanisława w Krzemieńcu, zbudowana również w połowie XIX wieku. Styl klasyczny z elementami eklektyzmu ze ścianami wzmocnionymi szkarpami. Od frontu dwie masywne czworoboczne wieże po bokach trójkątnego szczytu oraz ganek z wejściem. Trzynawowe wnętrze świątyni zdobią  freski znajdujące się u podstawy kolebkowego sklepienia nawy głównej oraz u podstaw kopuły prezbiterium. Autorem fresków w stylu włoskiego renesansu jest J. S. W czasach ZSRR kościół służył za magazyn nawozu. Obecnie w ruinie[9]. Obok kościoła cmentarz katolicki z 80 nagrobkami, na jednym z krzyży napis: Julia Grabowiecka, zm. 1927[10].